# Orson Hodge
Orson Hodge è un personaggio della serie televisiva Desperate Housewives.

## Trama
Nato il 29 giugno 1964. Quando aveva sedici anni, suo padre Edwin ebbe una relazione con un'altra donna e la cosa fece scoppiare uno scandalo nella città dove vivevano. L'uomo ne risentì molto, divenne un alcolizzato e alla fine si suicidò. Orson, accusato dalla madre Gloria di essere in parte responsabile cadde in una profonda depressione e venne chiuso in un istituto. Una volta uscito, diventò un affermato dentista, e fu costretto a sposare Alma, una donna che aveva messo incinta. Poco dopo il matrimonio Alma perse il bambino a causa di un aborto spontaneo. Non avendo mai amato Alma, Orson ebbe una relazione con Monique Poulier. Quando Alma lo venne a sapere, decise di punire Orson fingendo la propria morte e sparendo per un po', con la complicità di Gloria. Finalmente libero di stare con Monique, Orson ebbe la scioccante sorpresa di trovarla morta, con sua madre che gli disse che si era trattato di legittima difesa (in seguito si scoprirà che fu un omicidio premeditato).
Orson ha un carattere piuttosto maniacale, simile a quello di Bree, per quanto riguarda l'ordine e la pulizia. Sebbene si presenti come una persona affabile, è particolarmente ostinato e rancoroso (caratteristica che lo porterà nella quinta stagione a sviluppare una forma di cleptomania).
Ha dichiarato di essere libertario.

### Seconda stagione
Orson appare nella seconda stagione, e sembra conoscere Mike Delfino. Infatti, l'idraulico aveva quasi scoperto lui e Gloria mentre occultavano il cadavere di Monique. Nell'ultimo episodio della seconda stagione, Orson viene costretto dalla madre ad investire l'uomo per eliminare i possibili testimoni. Mike non muore, ma rimane in coma per qualche mese.

### Terza stagione
All'inizio della terza stagione, Orson conosce e sposa Bree Van De Kamp e l'aiuta a riallacciare i rapporti col figlio Andrew. L'arrivo di Gloria porta dei sospetti a Bree sul marito, ma l'arresto di Mike per l'omicidio di Monique, nonché il ritorno in scena di Alma, sembra chiarire la situazione e dissipare qualunque sospetto su Orson. Tuttavia per scagionare Mike, Susan Mayer si mette alla ricerca d'indizi che provano la sua colpevolezza, litigando per tale ragione con Bree. Intanto Alma si trasferisce davanti a casa di Bree e Orson, del tutto intenzionata a riprendersi Orson. Con l'aiuto della madre Gloria, che nel frattempo si era stabilita da lei, finge il suicidio per attirarlo in trappola a casa sua: dopo averlo drogato se lo porta a letto in stato di semincoscienza, per avere un figlio da lui e sperare di poterlo così riavvicinare a sé. Bree li scopre e riporta Orson a casa. Lui decide di non cedere ai ricatti e le racconta tutta la verità. Dopo aver compreso che Orson non sarà mai più suo Alma si rassegna, non così Gloria, che la rinchiude in casa e cerca di uccidere Bree prima tendendole una trappola che la fa cadere e finire in ospedale, e poi sfruttando un momento in cui era sola in casa.
Orson nel frattempo si era già scontrato con Mike sul terrazzo dell'ospedale, ed era caduto procurandosi diverse fratture. Ancora convalescente, appena si accorge che la madre era in casa sua fugge a salvare Bree. Alma nel tentativo di fuggire da una finestra muore cadendo. Gloria invece viene affrontata dal figlio di Bree e da Orson ed ha un ictus, per cui rimane permanentemente paralizzata e priva della parola. È in questa occasione che Orson capisce che suo padre in realtà non si era suicidato, ma era stata la madre a organizzare il tutto proprio come sta facendo adesso con Bree.
Orson arrangia la scena in modo da far scagionare Mike, rendere verosimile il suicidio di Alma (aveva lasciato una lettera di suicidio in casa) e far ritrovare la madre, impossibilitata ormai a testimoniargli contro. Orson e Bree possono finalmente partire per il loro viaggio di nozze.

### Quarta stagione
La quarta stagione vede Bree e Orson impegnati a nascondere la gravidanza di Danielle (rimasta incinta di Austin, il nipote di Edie Britt). Bree decide di fingere di essere incinta e Orson la appoggia, mandando Danielle in un istituto religioso lontano da Fairview. La notte di Halloween Danielle partorisce, assistita dai suoi genitori e da Adam, il secondo marito di Katherine Mayfair e ginecologo, che promette di mantenere il segreto. Poco dopo che Danielle ha lasciato la città per andare a studiare a Miami, un uragano si abbatte su Wisteria Lane, devastando casa Hodge. Susan ospita volentieri Bree, Orson e Benjamin (il bambino) mentre Mike è in riabilitazione. Una notte, però, Orson inizia a soffrire di sonnambulismo e inavvertitamente si lascia sfuggire di aver investito Mike. Susan è furiosa, ma Mike, che è tornato dalla riabilitazione ed è venuto a conoscenza del terribile passato di Orson, si dichiara disposto a perdonarlo. Di tutt'altro avviso è Bree, che lo caccia di casa, dicendogli di essere disposta a perdonarlo solo se si costituirà. Negli ultimi episodi, Orson dà prova di amare ancora sua moglie, e nell'ultimo episodio la aiuterà a salvare una festa da un totale fallimento. Nell'epilogo scopriamo che, dopo cinque anni, Bree e Orson sono ancora sposati.

### Quinta stagione
La quinta stagione mostra cos'è successo nel corso dei cinque anni. Orson ha deciso di costituirsi per evitare che Bree lo lasciasse, ma è uscito dal carcere dopo poco tempo, ritrovandosi però senza possibilità di lavoro per via della sua fedina penale sporca. A causa della carriera di Bree, il rapporto fra i due è diventato molto più freddo, specialmente dopo che Danielle ha portato via con sé Benjamin. Bree gli offre di lavorare nello staff, ma Katherine protesta, sentendosi sorpassata. Orson non vuole lasciare il lavoro e minaccia il divorzio, ma Bree gli rivela che, durante la sua detenzione, aveva rischiato di ricadere nell'alcolismo e Katherine l'aveva aiutata; di conseguenza, non può scegliere di licenziare nessuno dei due. Orson accetta infine di collaborare con Katherine e la situazione sembra migliorare. Tuttavia, con il passare del tempo Orson si sente sempre più trascurato dalla moglie, e quando scopre che Andrew ha avuto un aumento di stipendio sbilanciato rispetto al proprio, arriva ad essere sempre più rancoroso e a commettere dei piccoli furti per attirare l’attenzione. Una sera, proprio a causa di uno di questi furti, Orson rimane coinvolto nell'incidente che provoca la morte di Edie. Bree lo scopre e decide di divorziare, avvalendosi della consulenza di Karl Mayer, con il quale nasce una relazione clandestina. Orson decide di fare tutto il possibile per salvare il proprio matrimonio.

### Sesta stagione
Nei primi episodi, Orson rimane all'oscuro del tradimento di Bree, pur avendone alcuni indizi. Durante la festa di Natale, tuttavia, Karl e Bree decidono di affrontarlo. Ne nasce una colluttazione, interrotta drammaticamente dallo schianto di un aereo su Wisteria Lane. Karl muore nell'incidente, mentre Orson rischia di restare paralizzato e deve affrontare un lungo periodo sulla sedia a rotelle. Bree prova a riconciliarsi con lui, ma la rabbia di Orson lo porta prima a cercare di vendicarsi, poi a tentare il suicidio. Dopo essere stato fermato in extremis dalla moglie, però, le promette che proverà a far funzionare nuovamente il loro rapporto. Fra i due sembra proseguire tutto per il meglio, finché non spunta Sam Allen, figlio illegittimo di Rex Van de Kamp. Orson si allea con Andrew, che non crede nell'onestà del ragazzo, per aprire gli occhi a Bree. I due non ci riescono e alla fine Sam si porta via la società di Bree dopo averla ricattata: una sera a cena, infatti, Danielle gli aveva rivelato che dieci anni prima suo fratello Andrew aveva investito Juanita, la madre di Carlos Solis e Bree aveva nascosto tutto. Orson, che non sapeva nulla dell'incidente (avvenuto infatti l'anno prima che lui conoscesse Bree), tenta di aiutare sua moglie e il suo figliastro, ma Bree gli dice di starne fuori. Quando poi la donna cede al ricatto, Orson le chiede di trattare Andrew come aveva trattato lui quando aveva investito Mike Delfino (cioè farlo costituire alla polizia), ma Bree si rifiuta di mandare suo figlio in prigione: Orson allora le chiede il divorzio e va via di casa.

### Settima stagione
Orson compare nel primo episodio della stagione per portare a termine il divorzio. Prima di andarsene, per consolare Bree, le dice che è stata la scelta migliore che potessero prendere, in quanto non erano più felici da tempo e meritano entrambi di ricominciare. Inoltre Orson inizia a frequentare la sua fisioterapista, sostenendo che alla loro età sia lui che Bree non devono lasciarsi scappare nessuna occasione.
Dopo che la relazione con la sua ragazza volge al termine, Orson si fa ospitare da Bree a casa sua insieme al suo nuovo fidanzato, Keith, ma Orson cerca di mettersi in mezzo fra loro. Bree va dalla sua ex per chiederle di riprendersi Orson, ma lei confessa che è stato lui a lasciarla perché lui è ancora innomorato di Bree, essendosi pentito di averla lasciata. Nonostante Orson cerchi di riconquistare la sua ex moglie, lei decide di allontanarlo ammettendo che pur sentendosi legata a lui, e che occuperà sempre un posto nel suo cuore, lei ama Keith, motivo per cui Orson lascia la casa decidendo di mettersi da parte.

### Ottava stagione
Bree viene aggredita da un uomo che cercava di violentarla, ma Orson giunge in suo soccorso mettendo l'uomo al tappeto con il suo taiser elettrico. Bree gli è riconoscente, oltre a sentirsi sola perché le sue amiche l'hanno allontanata a causa dei suoi problemi. La donna, inoltre, racconta al suo ex che il marito di Gabrielle, Carlos, ha ucciso il patrigno della moglie e che lei e le sue amiche lo stanno coprendo, rivelandogli altresì che una persona misteriosa le ha mandato un biglietto in cui viene minacciata per via del suo segreto, e che il detective Chuck Vance, che si occupava del caso, è stato ucciso dopo essere stato investito da un'auto (lei suppone che sia stato l'artefice del biglietto). Bree dimostra di provare ancora qualcosa per Orson e l'uomo la convince a venire via con lui per allontanarsi da tutto. Bree entra nell'appartamento di Orson prima che i due partano e vede del materiale raccolto su di lei, che Orson cercava di nascondere, capendo così che l’ex marito era stato sempre al corrente dell'assassinio del patrigno di Gabrielle. Difatti, Orson era ancora ossessionato dalla ex moglie e da molto la teneva sotto controllo, seguendola anche quando lei e le sue amiche avevano nascosto il cadavere. La donna scopre altresì che fu lui a mandare la lettera minatoria e a uccidere Chuck Vance. Bree è inorridita ma lui le spiega che lo ha fatto per tenerla lontana dalle sue amiche, così da averla tutta per sé e riconquistarla, Bree, disgustata dal suo comportamento contorto, decide di chiudere tutti i ponti con lui, affermando che ormai Orson non significa più niente per lei.
Orson telefona a Bree per dirle addio e, mosso dalla rabbia per essere stato rifiutato e ferito ancora una volta dalla donna che ama, decide di vendicarsi di lei dando alla polizia una busta con tutto il materiale raccolto su quest’ultima e sul crimine commesso da lei e le sue amiche.
Il destino di Orson non verrà mai svelato nella serie, ma è molto probabile che si sia suicidato o che sia scappato, dato che nel corso delle indagini sul caso non sarà rintracciabile.